# Trucker (film)
Pour les articles homonymes, voir Trucker.
Pour plus de détails, voir Fiche technique et Distribution.
Trucker est un film américain écrit et réalisé par James Mottern, sorti en salles en 2008.

## Synopsis
Diane Ford est une camionneuse sans attaches passant son temps libre à boire le soir. Mais sa vie va être bouleversée durant l'un de ces soirs lorsque son fils Peter, âgé de onze ans, qu'elle connaît à peine, se présente chez elle, car son ex-mari est malade d'un cancer. La jeune femme se retrouve à s'occuper de cet enfant et est contrainte de retourner dans son passé.

## Fiche technique
- Titre : Trucker
- Réalisation et scénario : James Mottern
- Musique : Mychael Danna
- Directeur de la photographie : Lawrence Sher
- Montage : Deirdre Slevin
- Création des décors : Cabot McMullen
- Direction artistique : Sara Petersen
- Décorateur de plateau : Beth Wooke
- Création des costumes : Johanna Argan
- Producteurs : Scott Hanson, Galt Niederhoffer, Celine Rattray et Daniela Taplin Lundberg
- Coproducteurs : Carina Alves, Joy Goodwin et Riva Marker
- Producteurs exécutifs : John Allen, Bill Benenson, Frank Frattaroli, Bruce Wayne Gillies, Pamela Hirsch, Robert Kessel et Michelle Monaghan
- Sociétés de production : Plum Pictures, Hanson Allen Films et Hart-Lunsford Pictures
- Société de distribution : Monterey Films
- Pays :  États-Unis
- Langue : anglais
- Genre : Drame
- Durée : 90 minutes
- Dates de sortie en salles :  24 avril 2008 (Festival du film de TriBeCa) • 9 octobre 2009 (sortie limitée)

## Distribution
- Michelle Monaghan : Diane Ford
- Nathan Fillion : Runner
- Benjamin Bratt : Leonard "Len" Bonner
- Joey Lauren Adams : Jenny Bell
- Jimmy Bennett : Peter Bonner
- Bryce Johnson : Rick
- Matthew Lawrence : Scott

## Autour du film
Très attachée au projet, Michelle Monaghan a passé le permis poids-lourds avant le début du tournage et a déclaré qu'elle n'aurait pas fait le film si elle ne l'avait pas obtenu.